# エロイーズ・カニングハム
エロイーズ・カニングハム（Eloise Cunningham、1899年9月4日 - 2000年11月27日）は、アメリカ人の音楽家、教育者。「青少年音楽協会」の創立者。日本の青少年に向けた西洋音楽の普及活動に生涯を捧げた女性である。
戦前からプロのオーケストラの生演奏を子どもたちに無償で届ける演奏会を大々的に主催し、日本における音楽鑑賞教育の草分けとなった。1987年、勲四等瑞宝章受章。

## 来歴
エロイーズ・カニングハムは1899年9月4日、アメリカ合衆国ペンシルベニア州で、宣教師のウィリアム・カニングハム（1864年-1936年）と学校教師をしていた妻エミリーの長女として生まれた。2歳の時に両親に連れられて来日。父ウィリアムは東京・四谷で伝道局「四谷ミッション」を組織し「東京若葉キリスト教会」を開設、独立宣教師として布教活動を行う一方で、学習院の英語教師など教育活動にも従事していた。
カニングハムは少女時代を日本で過ごし、1917年、17歳のときに高等教育を受けるために渡米、高校卒業後、オハイオ州のオベリン大学とオベリン音楽院で学び、 ピアノ科で学士号を取得。その後、ニューヨークのコロンビア大学大学院で音楽学を学び、修士の学位を得た。1927年に日本に帰国した彼女は、東京女子大学や東洋英和女学校の英語教師、アメリカン・スクールの音楽教師などとして長く教育活動に従事した。そのなかで日本の子どもたちの多くが本物のオーケストラを聴いたことがないことを知ったカニングハムは、オーケストラの生演奏による子どもたちのためのコンサート事業の実現を目指すようになる。
1939年、「青少年交響楽鑑賞会」を設立。この催しにはニューヨーク・ナショナル・シティバンクの日本支店長だったジョン・カーティスが資金援助したほか、 立教学院のポール・ラッシュ、恵泉女学園の河井道子などが賛同、また英・米・独・伊・ポーランド大使も賛助会員に加わった。同年6月17日、日比谷公会堂で第一回コンサート「若き人々のための交響楽演奏会」が齋藤秀雄指揮、新交響楽団（現・NHK交響楽団）の演奏により開催された。その後アジア・太平洋戦争前に、新交響楽団は齋藤とヨーゼフ・ローゼンシュトック両氏の指揮で計7回の演奏協力を行う。
カニングハムはこの演奏会に先駆けて渡米し若者のためのコンサートについて見聞を広めたとされているが 、その詳細は明らかでない。また、戦時下と終戦直後のカニングハムの消息も多くは明らかになっていないが、1941年10月に米国に一時帰国し、アメリカ陸軍情報部のスペシャル・ブランチ（G2）に配属され、1947年夏にGHQ参謀第2部に所属して来日したされる。
1948年9月に、コンサートを再開。日本放送協会の支援により公開放送も行われるようになる（全国放送）。1950年代には東京横浜地域の中学校および高等学校の会員校229校（1953年時点）の生徒を日比谷公会堂に無償で招待した。東京交響楽団（上田仁指揮）を中心にアメリカ陸軍、空軍軍楽隊も演奏に協力した。そのなかでカニングハムは演奏会企画からプログラム構成、演奏者の調達、 曲目解説の執筆までほぼ一人で切り盛りした。1950年代後半以降は日本フィルハーモニー交響楽団（渡辺暁雄指揮）や東京フィルハーモニー交響楽団（大町陽一郎指揮）、東京藝術大学と武蔵野音楽大学の学生による「MFY青少年交響楽団」（石丸寛、山本直純指揮）や桐朋学園オーケストラ（斎藤秀雄指揮）、NHK交響楽団（岩城宏之指揮）など多くの楽団が演奏協力した。1962年6月には、来日したエドゥアルト・シュトラウス2世が東京交響楽団を指揮してこのコンサートに参加した。カニングハムはこうした演奏会事業の傍ら、米国の音楽雑誌『ミュージカル・アメリカ誌』の特派員として、日本の音楽事情や伝統文化を紹介する記事を寄稿している。
1960年代後半以降、青少年音楽協会の活動は縮小傾向をたどったが、カニングハムは事業を継続し、盲人音楽家を支援する取り組みなども行なう。1987年秋、長年にわたる青少年への音楽普及活動の功績により、勲四等瑞宝章を受章。 100歳を迎えた1999年6月19日には、青少年音楽協会60周年を祝う演奏会が日比谷公会堂で開催された。その翌年の2000年11月27日、自宅で101歳で死去した。

## 人物
プライベートでの人との交流は少なかったようで、生涯独身を貫いたため、女史の遺産はすべて青少年音楽協会が受け継ぐことになった。エロイーズと活動を共にした人によれば、「心根はやさしいのに、間違ったことは許せず人との衝突も度々。信念を貫く姿勢は並大抵のものではありませんでしたね」と話す。
1953年、東京西麻布の根津美術館の隣に建てた自宅兼事務所は、建築家アントニン・レーモンドの設計によるものである。この建物は「カニングハム・メモリアルハウス」として現存しており、青少年音楽協会主催のサロンコンサートなどに使用されている。1958年4月の東京新聞には「東京は世界のどこの都会よりも変化に富んだ魅惑的な音に満ちている」という文章を寄せている。
長野県軽井沢を生涯の避暑地とし、明治時代に両親に連れられて別荘で暮らして以降、晩年まで夏に暮らした。妹のドリスは軽井沢で生まれた。両親が建てた別荘の跡地には、1985年に新たな別荘を建てている（この建物は現在、作家下重暁子が所有している）。また軽井沢の別の地には練習場兼コンサートホール「ハーモニーハウス」（1983年竣工）と別荘「メロディハウス」（1983年竣工）を建てている。3軒のいずれも、レーモンドの弟子吉村順三の設計による。ハーモニーハウスは2015年より、地元の有志によりカフェ&シェアハウス「ELOISE’s Café」として開業されている。1988年8月に軽井沢で行われたワシントン・ポストのインタビューでは、カニングハムは軽井沢の観光地化・俗化を嘆いているが、別荘のあたりはまだ静かだと話している。